# Tom Benson
Pour l’article homonyme, voir Benson.
Thomas Milton Benson Jr., dit Tom Benson, né le 12 juillet 1927 à La Nouvelle-Orléans et mort le 15 mars 2018 à Jefferson en Louisiane, est un homme d'affaires américain. 

## Biographie
Tom Benson a été le propriétaire des franchises des Saints de La Nouvelle-Orléans (football américain) et des Pelicans de La Nouvelle-Orléans (basket-ball).